# 南岗遗址
南岗遗址，位于中国吉林省镇赉县哈吐气张海村，为一个省级文物保护单位，类型为古遗址，公布时间为2007年5月31日。该文物保护单位由镇赉县文管所管理。
南岗遗址的历史年代为青铜。